# Moclinejo
Moclinejo – gmina w Hiszpanii, w prowincji Malaga, w Andaluzji, o powierzchni 14,29 km². W 2011 roku gmina liczyła 1295 mieszkańców.